# 내수초등학교
내수초등학교는 대한민국 충청북도 청주시 청원구 내수읍 마산리에 있는 공립 초등학교다.

## 학교 연혁
- 1917년 11월 24일 사립내수보통학교 개교
- 1919년 9월 2일 내수공립보통학교로 개칭
- 1938년 4월 1일 내수공립심상소학교로 개칭
- 1941년 4월 1일 내수공립국민학교로 개칭
- 1994년 8월 15일 급식소 신축
- 1996년 3월 1일 내수초등학교로 명칭 변경
- 1998년 5월 3일 내수초등학교 80년사 발간
- 2017년 11월 4일 내수초등학교 100주년 행사
- 2021년 9월 1일 제32대 김진순 교장 부임
- 2024년 1월 5일 제104회 졸업생 60명 포함 총 11,506명의 졸업생 배출
- 2024년 3월 4일 16학급 편성(특수학급 2학급), 유치원 1학급

## 참고 자료
- 내수초등학교 - 한국교육학술정보원 학교알리미